# Cerapachys foreli
Cerapachys foreli é uma espécie de formiga do gênero Cerapachys.